# Засада (фильм, 1973)
«Засада» (кит. трад. 埋伏, палл. Май фу) — гонконгский художественный фильм производства студии братьев Шао 1973 года режиссёра Хэ Мэнхуа по сценарию Патрика Кона. Премьера состоялась 5 января 1973 года.

## Сюжет
Эскортное агентство «Ваньюань» берётся за очередную перевозку драгоценностей. Глава эскорта, Вань Гунъу, сомневается, что его организация способна должным образом обеспечить охрану, поэтому он просит помощи у своего друга, Фань Чжилуна, который является главой другого эскорта «Чжэньбэй». Чжилун предоставляет троих своих лучших людей. Тем не менее, по пути эскорт попадает в засаду, и ценный груз оказывается в руках грабителей. Подозрения падают на Чжилуна и его сына, Чаофаня. Но тот знает, что они с отцом невиновны, поэтому намерен доказать это и очистить репутацию своей семьи.

## В ролях
- Ли Цзин — Фань Сюсю
- Чжао Сюн — констебль Вань Чаофань
- Ян Чжицин — Фань Чжилун
- Ван Ся[фр.] — Ту Ба
- Тун Линь — Чжао Цзюнь
- Цзян Лин — Чань Нян
- Дин Сэк[англ.] — Холодное Лицо Кан Ле
- Лэй Пханфэй[кит.] — Вань Гунъу
- Чжань Сэнь[англ.] — Хань Чун
- Чэнь Хао — магистрат
- Ли Гуан — Ли Бяо
- Пэн Пэн — констебль Ван

Джеки Чан, не указанный в титрах, был статистом в фильме.

## Кассовые сборы
В Гонконге за пять дней проката фильм заработал всего лишь 172 695,30 HK$ — 77 место за 1974 год среди фильмов гонконгского производства.

## Отзывы
Фильм получил одобрительные отзывы кинокритиков. Уилл Коуф с сайта Silver Emulsion Film Reviews тепло отзывается о боях и финальной битве. Борис Хохлов хвалит режиссуру Хэ Мэнхуа: 
В «Засаде» Хо проявил все свои сильные стороны – фильм у него вышел увлекательный и закрученный.